# Ženská tenisová asociace
Ženská tenisová asociace (anglicky Women's Tennis Association; zkratka WTA) je zájmová organizace profesionálních tenistek, která vznikla v roce 1973. V prvních letech svého působení se zasazovala o zrovnoprávnění tenistek vůči mužům po stránce finančních odměn na turnajích, což vedlo po řadě let k úspěšnému výsledku. V roce 1976 zahájila WTA spolupráci s Mezinárodní tenisovou federací při sestavování mezinárodního sezónního tenisového kalendáře a v řízení mezinárodních soutěží skrze společnou komisi WIPTC.
Od roku 1977 vydává WTA čtrnáctideník s novými informacemi z ženského tenisu, který se jmenuje Inside Women's Tennis.
Historicky první předsedkyní WTA se stala Billie Jean Kingová, po ní následovaly Chris Evertová, Betty Stoveová, Martina Navrátilová a další.
Organizace WTA zaznamenává historické rekordy ženského profesionálního okruhu – rekordy WTA Tour a ocenění – ceny WTA.

## WTA Tour
Od roku 2005 byla sponzorem profesionálního ženského tenisu firma Sony Ericsson, což se projevilo na přejmenování ženského okruhu, který do ukončení spolupráce v roce 2010 nesl oficiální název Sony Ericsson WTA Tour.
V říjnu 2010 byl název okruhu zkrácen na WTA Tour.

## Kategorie turnajů WTA

### Klasifikace do sezóny 2008

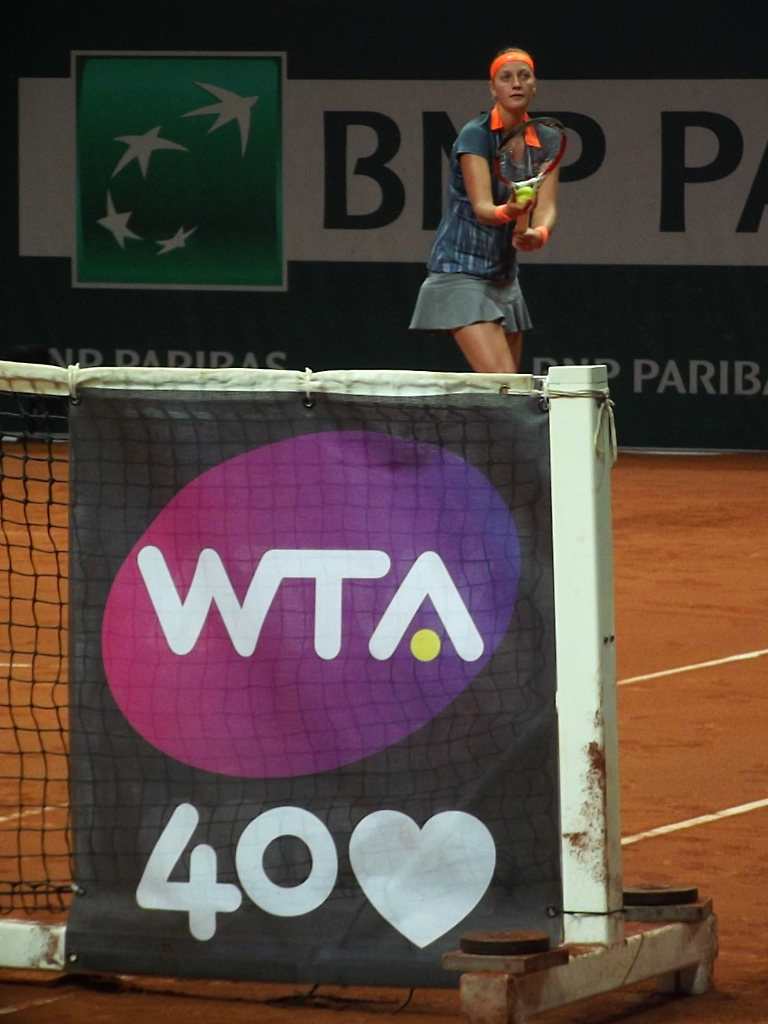
Logo WTA při 40. výročí vzniku organizace. Petra Kvitová servíruje na Katowice Open 2013

Do sezóny 2008 WTA rozdělovala ženské tenisové turnaje do několika kategorií dle výkonnosti:
1. Grand Slam – čtyři turnaje.
2. Turnaj mistryň (Sony Ericsson Championships) s dotací 3,0  mil. dolarů.
3. Turnaje kategorií Tier:

3a.  Kategorie Tier I – 9 turnajů, minimální dotace turnaje musela být 1 340 000 USD.

3b.  Kategorie Tier II – 16 turnajů, minimální dotace turnaje 600 000 USD.

3c.  Kategorie Tier III – 17 turnajů, minimální dotace turnaje 175 000 USD.

3d.  Kategorie Tier IV – 12 turnajů, minimální dotace turnaje 145 000 USD.

### Klasifikace od sezóny 2009
WTA přistoupila na změny od sezóny 2009:
1. Grand Slam – čtyři nejdůležitější turnaje (beze změny).
2. WTA Premier Tournaments – touto kategorií byly nahrazeny dřívější kategorie Tier I a Tier II. Byl zredukován počet turnajů z původních dvaceti šesti událostí. Co do důležitosti jsou tyto turnaje seřazeny následovně: WTA Premier Mandatory, WTA Premier 5 a WTA Premier, s odstupňovanou peněžní dotací a ziskem bodů do žebříčku WTA.
2a. WTA Tour Championships (Turnaj mistryň) s původní dotací 4,9 mil. dolarů je součást kategorie WTA Premier. Od roku 2019 až do roku 2028 se tento turnaj koná resp. bude konat v čínském městě Šen-čen (blízko Hongkongu). Pro rok 2019 byla zajištěna finanční dotace pro prémie zúčastněných osmi nejlepších hráček roku (podle zvláštního výpočtu bodů získaných v turnajích) ve výši 14,0 mil. dolarů.
3. WTA International Tournaments – nahradila kategorie Tier III a Tier IV.
Body do žebříčku WTA lze získat také na turnajích nižších okruhů, WTA 125 hraném od sezóny 2012 a Ženském okruhu ITF, který organizuje Mezinárodní tenisová federace.

## Žebříček WTA
Každé pondělí (vyjma grandslamových a velkých turnajů, kdy je prodleva čtrnáct dnů) je vydáván nový oficiální žebříček WTA. Body v něm jsou sčítány na základě úspěšnosti tenistek v jednotlivých turnajích, kde každé kolo turnaje dané kategorie je ohodnoceno příslušným počtem bodů. Body se sčítají jen v rozmezí posledního roku.

## Rada tenistek okruhu WTA
Players’ Council 2013
- zástupkyně z 1-20. místa žebříčku
  -  Francesca Schiavoneová, Itálie
  -  Serena Williamsová, Spojené státy americké
  -  Samantha Stosurová, Austrálie
  -  Caroline Wozniacká, Dánsko
- zástupkyně z 21+ místa žebříčku
  -  Andrea Hlaváčková, Česko
- zástupkyně z 21 – 50. místa žebříčku
  -  Lucie Šafářová, Česko
- zástupkyně z 51. – 100. místa žebříčku
  -  Akgul Amanmuradovová, Uzbekistán
- zástupkyně ze 100+ místa žebříčku
  -  Bethanie Matteková-Sandsová, Spojené státy americké[1]